# تيم ديفيس (فنان إيقاعي)
تيم ديفيس (بالإنجليزية: Tim Davis)‏ هو فنان إيقاعي ومغن مؤلف أمريكي، ولد في 29 نوفمبر 1943 في ميلواكي في الولايات المتحدة، وتوفي في 20 سبتمبر 1988.

## وصلات خارجية
- تيم ديفيس على موقع ميوزك برينز (الإنجليزية)
- تيم ديفيس على موقع ديسكوغز (الإنجليزية)